# Der Hölle Rache kocht in meinem Herzen

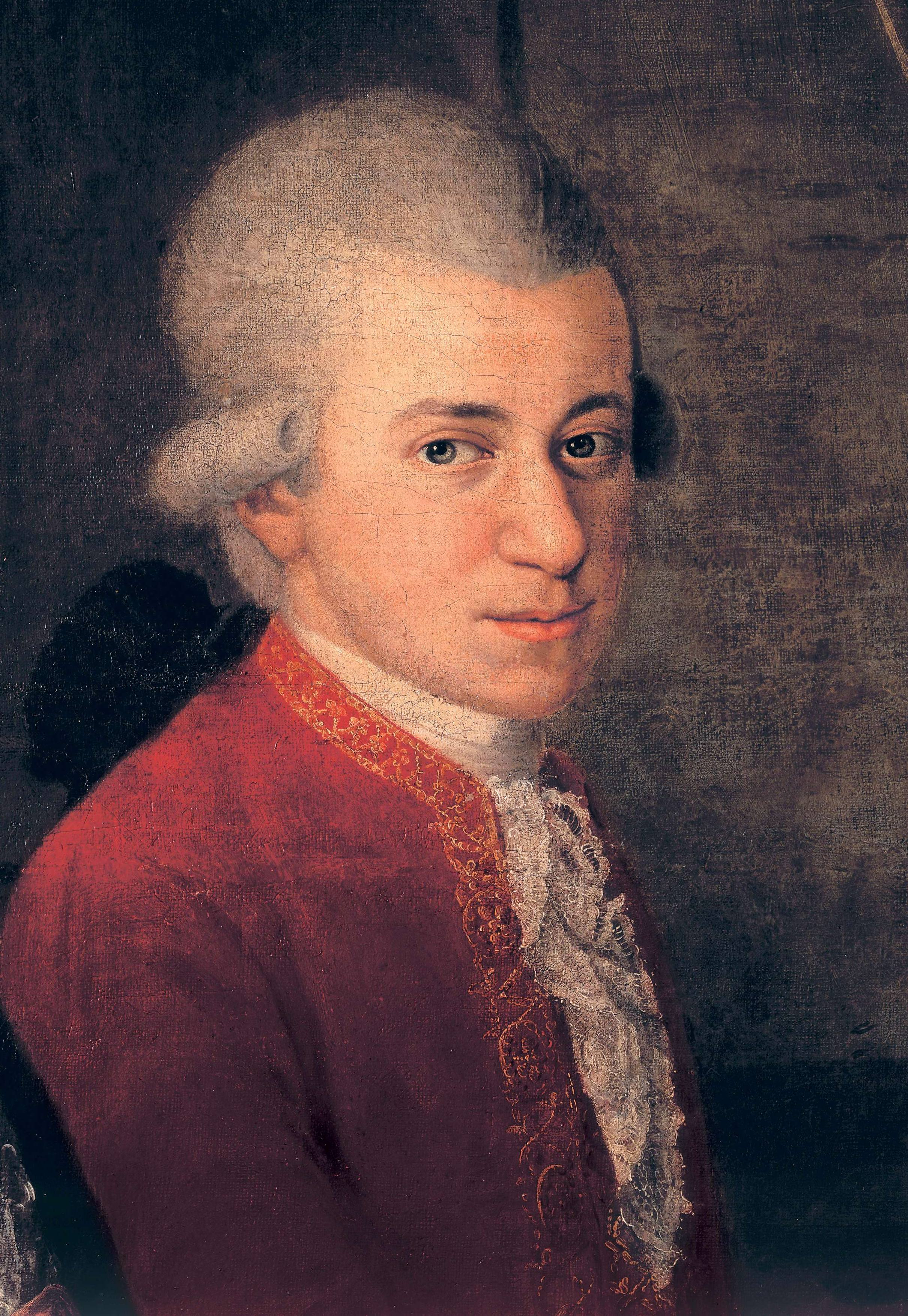
Wolfgang Amadeus Mozart, por Johann Nepomuk della Croce, c. 1780.

Der Hölle Rache kocht in meinem Herzen (A vingança do inferno ferve no meu coração, em alemão), comumente chamada apenas de  "Der Hölle Rache",  também referida como Ária da Rainha da Noite, é uma ária integrante da ópera Die Zauberflöte (A Flauta Mágica) de Wolfgang Amadeus Mozart. Considerada uma das mais famosas árias de ópera, faz parte do segundo ato da ópera e representa um acesso de fúria vingativa, em que a Rainha da Noite coloca um punhal na mão da sua filha, Pamina, e a exorta a assassinar Sarastro, rival da Rainha.

## Música

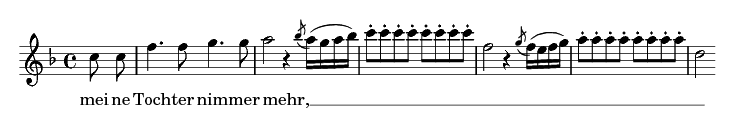
Coloratura do início da primeira passagem

A ária foi escrita em ré menor, e está arranjada para pares de flautas, oboés, fagotes, trompas,  trompetes, tímpanos e cordas (violinos, violas, violoncelos e contrabaixos),  uma orquestra grande que  inclui todos os músicos disponibilizados para a ópera, com exceção dos trombones. 
Pode-se observar a semelhança entre a ária e o primeiro movimento (Allegro con moto) da Sinfonia n° 3 em dó maior, Op. 12, G 505, de Luigi Boccherini, também escrita  para  orquestra (dois violinos,  viola, dois violoncelos, contrabaixo, duas flautas e duas trompas)  em 1771, ou seja, vinte anos antes da estreia de  A Flauta Mágica.A influência de Boccherini, entre outros autores, sobre a obra  de Mozart tem sido objeto de análise  pela crítica especializada.
A ária é famosa pela dificuldade:  com sua  extensão de  duas oitavas, do fá4 ao fá6, o que  requer um  soprano coloratura com  tessitura extremamente ampla - do lá4 ao  dó6.  Ademais, as exigências dramáticas do contexto - uma demanda de  assassinato por vingança -  acrescentam dificuldade à interpretação, tornando o papel acessível somente a vozes extrememente qualificadas.

## Libreto

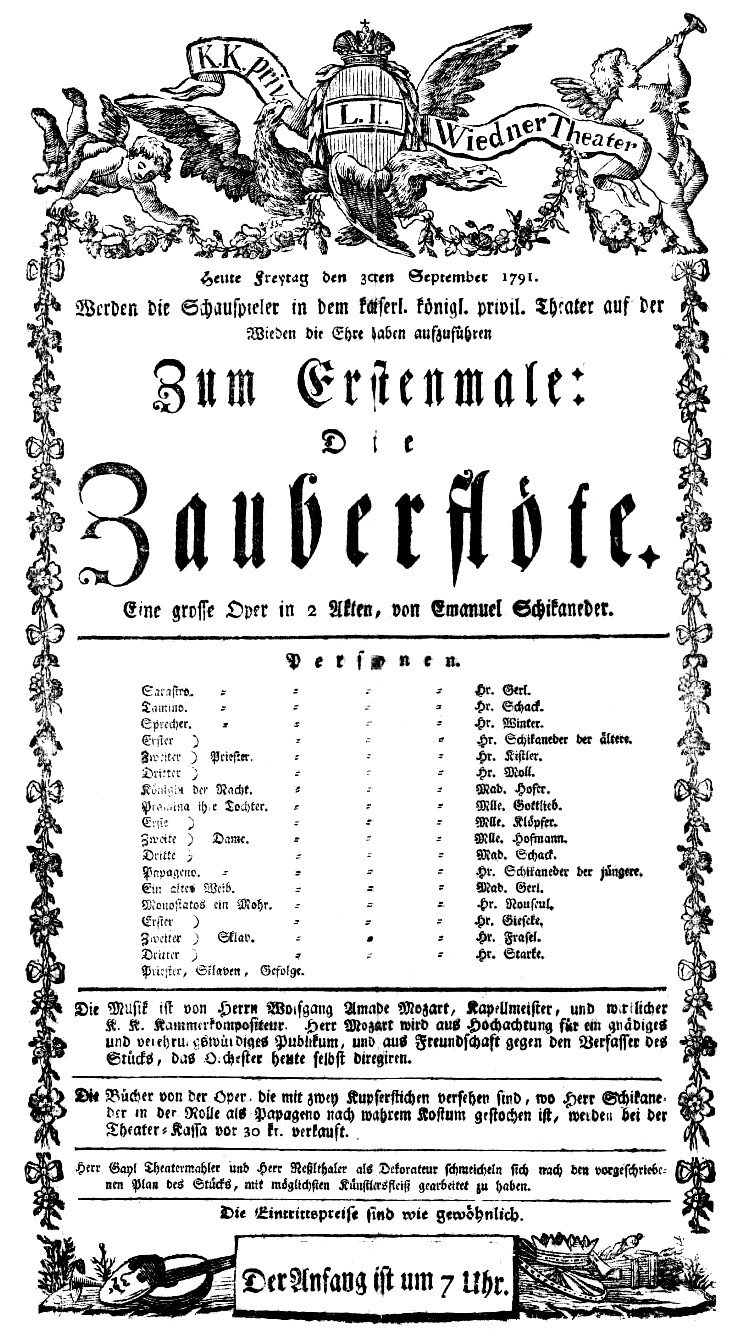
Panfleto da primeira apresentação de A Flauta Mágica, em 30 de setembro de 1791.

O libreto da ópera foi escrito em alemão por um amigo e companheiro de loja maçônica de Mozart, Emanuel Schikaneder. O texto da ária é a repetição do dito por Papageno no primeiro ato.
|  | Texto no original em alemão Der Hölle Rache kocht in meinem Herzen, Tod und Verzweiflung flammet um mich her! Fühlt nicht durch dich Sarastro Todesschmerzen, So bist du meine Tochter nimmermehr. Verstossen sei auf ewig, Verlassen sei auf ewig, Zertrümmert sei'n auf ewig Alle Bande der Natur Wenn nicht durch dich Sarastro wird erblassen! Hört, Rachegötter, hört der Mutter Schwur! | Tradução para o português A vingança do inferno ferve em meu coração; Morte e desespero flamejam ao meu redor! Se Sarastro não sentir as dores da morte por você, Então nunca mais você será minha filha. Repudiada será para sempre, Abandonada será para sempre, Destruídos serão para sempre Todos os vínculos naturais Se Sarastro não for morto por você! Ouçam, deuses da vingança, ouçam o juramento da mãe! |  |

Metricamente, o texto é composto de uma quadra em pentâmetro iâmbico (excepcionalmente para esta ária já que a ópera é principalmente em tetrâmetro iâmbico), seguido de uma quadra em trímetro iâmbico, em seguida, um dístico pentamétrico final. O esquema de rimas é [ABAB], [CCCD] e [ED].

## Performances

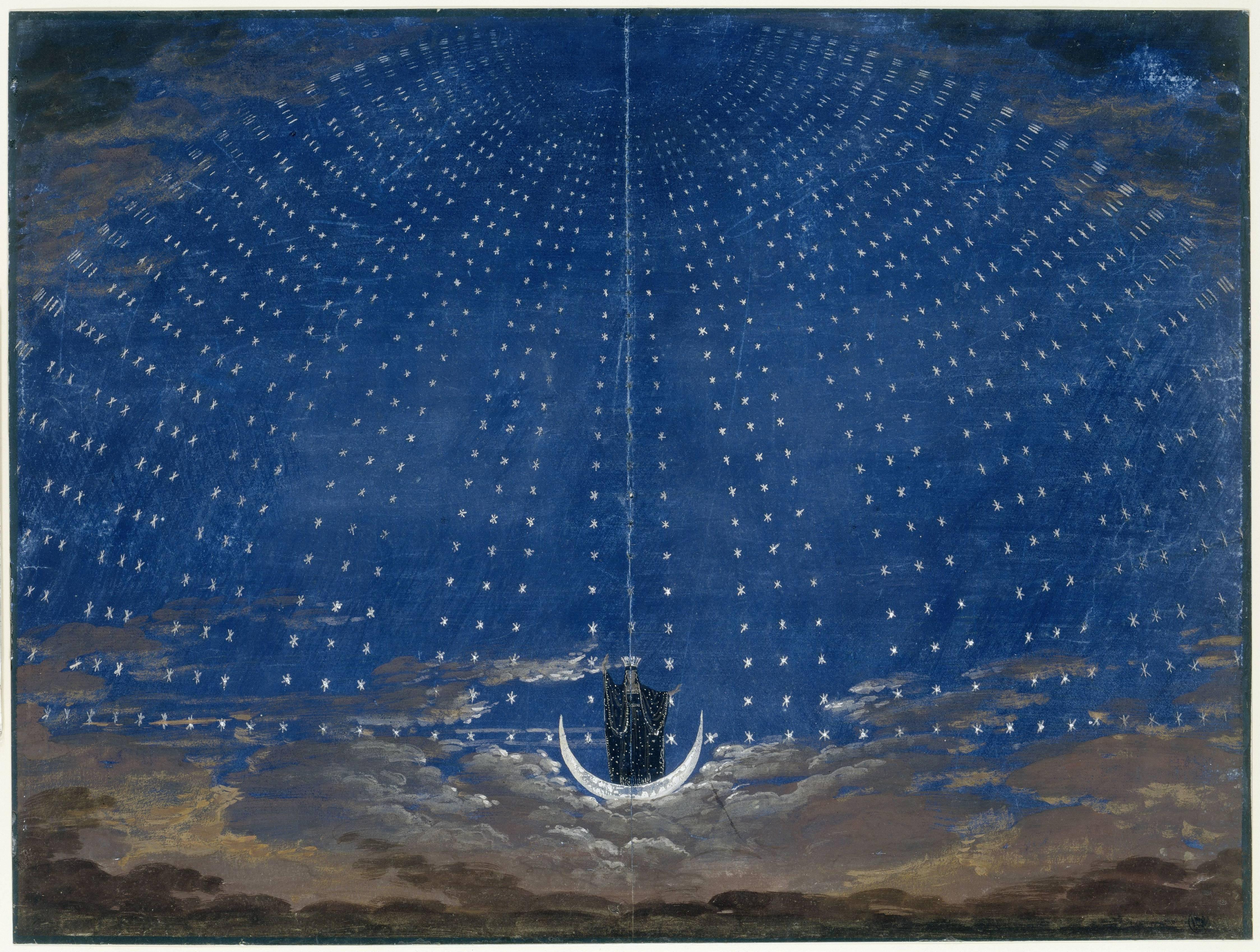
A Rainha da Noite em um guache de Karl Friedrich Schinkel

A primeira a cantar a ária em um  palco foi a cunhada de Mozart,  Josepha Hofer, que na época tinha 33 anos. Segundo consta, Hofer tinha um registro extraordinariamente agudo e uma voz ágil. Aparentemente, Mozart estava familiarizado com a habilidade vocal de  Hofer e escreveu as duas árias da Rainha da Noite para mostrar isso.
Uma história dos tempos de Mozart sugere que o compositor era muito impressionado pelo desempenho vocal de sua cunhada. A história remonta a uma carta de 1840 do compositor Ignaz von Seyfried, e descreve um evento da última noite da vida de Mozart - 4 de dezembro de 1791 - cinco semanas depois da muito bem sucedida estréia de A Flauta Mágica. Segundo Seyfried, Mozart sussurrou o seguinte para sua esposa Constanze: “ Calma, calma…  Hofer irá levá-la ao Fá agudo. Agora minha cunhada está cantando sua segunda ária, Der Hölle Rache; quão forte ela canta os graves e quão bem mantém o Si bemol em “ Hört! Hört! Hört der Mutter Schwur! ".
Atualmente, um grande número de sopranos tem realizado audições e gravado esta ária, entre elas Natalie Dessay, Mado Robin, Diana Damrau, Roberta Peters, Lucia Popp, Beverly Sills e Joan Sutherland.
June Anderson cantou a Der Hölle Rache no filme Amadeus de Milos Forman .

## Para ouvir
| Wolfgang Amadeus Mozart "Der Hölle Rache kocht in meinem Herzen", de A Flauta Mágica                                                                                                |
| |
| A soprano Sandra Partridge com a Siam Philharmonic Orchestra, sob regência do maestro Trisdee na Patalung. Gravado ao vivo na Ópera de Banguecoque, Tailândia em 5 de abril de 2006 |